# هربرت سيمبسون (لاعب كريكت)
هربرت سيمبسون (4 أغسطس 1886 في نيوزيلندا - 8 مارس 1950) (بالإنجليزية: Herbert Simpson)‏ هو لاعب كريكت نيوزلندي.

## وصلات خارجية
- هربرت سيمبسون على موقع إي آس بي آن كريك إنفو (الإنجليزية)